# Wang Wei (cortesana)
Wang Wei (1597-1647), también conocida por su nombre de cortesía Xiuwei (chino: 修微), fue una cortesana, poeta, y viajera budista china de finales de la dinastía Ming.

## Biografía
Nada se sabe de sus antecedentes familiares. A los siete años, cuando el padre de Wang murió, quedó huérfana. Fue acogida por alguien en el distrito de los burdeles de Yangzhou y la entrenó para ser cortesana. El aprendizaje incluía alfabetización y habilidades artísticas. Durante este tiempo desarrolló una amistad con otra cortesana, Yan Wang, y las dos se autodenominaban "hermanas juradas". Wang se refirió a sí misma como la "taoísta recubierta de paja". Como cortesana viajaba en un esquife entre Suzhou y Kuaiji (actualmente, Shaoxing). La barca llevaba muchos libros y ella era a menudo acompañada por figuras literarias de la época, incluyendo Zhong Xing y Tan Yuanchun, fundadores de la escuela de poesía de Jingling (actualmente, Nankín). También viajó al Lago del Oeste en Wulin (actualmente, Hangzhou), un lugar muy apreciado por los literatos de entonces, y desde allí hasta Hunan.
Deseando cambiar su vida, se volcó en el budismo y empezó a viajar, vestida solo con una sencilla túnica de algodón. Durante sus viajes subió a las cumbres del Monte Dabie, el Monte Xuan, el Monte Tianzhu, el Monte Kuang y el Monte Lu. Después de viajar resolvió instalarse en Wulin. Pretendía pasar el resto de su vida allí y preparó una tumba para su muerte eventual. A medida que la dinastía Ming empezaba a desmoronarse, la situación se volvió caótica y Wang fue violada en su retiro a principios de la década de 1640; después de la agresión dio la espalda al budismo.
Wang se casó luego con un funcionario del censorado, Xu Yuqing (許譽卿). Xu era un hombre íntegro, y más tarde fue destituido de su cargo después de desacuerdos con el emperador Chongzhen. La pareja fue desterrada después de la caída de los Ming en 1644, y se mudó al sur. A pesar de que se habían jurado vivir y morir juntos, cuando Wang falleció de una enfermedad en 1647, Xu vivió para llorarla.

## Escritura
Wang fue escritora y antologista de relatos de viajes. Tina Lu ha argumentado que la naturaleza era solo el tema secundario de su trabajo, con el foco principal en un 'paisaje de nostalgia', que Wang utiliza para expresar su identidad como viajera. Escribió varios centenares de diarios de viajes. Estos pueden haber sido parte de una aventura comercial que proveyó a finales de la dinastía Ming el auge por los viajes. Uno de sus trabajos, Ming shan ji (Registros de las montañas famosas), abarcó varios cientos de capítulos. 
Su poesía aparece en la antología de las poetisas de finales de Ming y principios de Qing, Zhong Xiang Ci.
Los poemas shi de Wang fueron descritos por los comentaristas de la dinastía Qing como comparables a los de Li Qingzhao y Zhu Shuzhen en belleza y serenidad.